# Every Time
Every Time è una canzone della cantante statunitense Janet Jackson estratta nel 1998 come sesto ed ultimo singolo dall'album The Velvet Rope del 1997.

## Descrizione
La canzone venne scritta e composta da Janet Jackson, dal duo di produttori Jimmy Jam & Terry Lewis e da René Elizondo Jr., allora marito della cantante. Si tratta di una ballata d'amore in cui l'artista canta della gioia ogni volta che rivede la persona amata descrivendo anche il timore di tornare ad innamorarsi per paura di soffrire ancora in caso di abbandono.

## Video
Il videoclip della canzone è stato girato nelle allora neonate Terme di Vals in Svizzera con la regia di Matthew Rolston e Howard Schatz. Il video è caratterizzato dalle tonalità di colore azzurro, verde acqua e blu e mostra una Janet seminuda con il corpo nascosto solo da un velo azzurro, con delle lenti a contatto dello stesso colore e con i capelli neri, ricci e sciolti, mentre canta delle sue pene d'amore e si tuffa in piscina e danza in acqua. Il video ebbe la sua premiere il 5 ottobre 1998 sul canale televisivo via cavo statunitense HBO mentre venne realizzato in home video su DVD per la prima volta nel 2001 nella special edition di All for You e, in seguito, nel DVD From Janet to Damita Jo: The Videos del 2004.

## Tracce
- 12" (Europa)

1. Every Time (album version) – 4:17
2. Every Time (Jam & Lewis Disco Remix) – 4:10
3. Every Time (Jam & Lewis Disco Remix Instrumental) – 4:10

## Classifiche
| Classifica (1998-1999)               | Posizione raggiunta |
| ------------------------------------ | ------------------- |
| Belgio                               | 2                   |
| Islanda                              | 5                   |
| Regno Unito                          | 46                  |
| Regno Unito (R&B/Hip Hop)            | 9                   |
| Stati Uniti (Bubbling Under Hot 100) | 25                  |